# Lista chorążych reprezentacji Panamy na igrzyskach olimpijskich
Lista chorążych reprezentacji Panamy na igrzyskach olimpijskich – lista zawodników i zawodniczek reprezentacji Panamy, którzy podczas ceremonii otwarcia nowożytnych igrzysk olimpijskich nieśli flagę Panamy.

## Chronologiczna lista chorążych
| Lp. | Rok i miejsce     | Chorąży                | Dyscyplina           |
| --- | ----------------- | ---------------------- | -------------------- |
| 1   | 1928, Amsterdam   | Adán Gordón            | pływanie             |
| 2   | 1948, Londyn      | b.d.                   |                      |
| 3   | 1952, Helsinki    | b.d.                   |                      |
| 4   | 1960, Rzym        | b.d.                   |                      |
| 5   | 1964, Tokio       | b.d.                   |                      |
| 6   | 1968, Meksyk      | b.d.                   |                      |
| 7   | 1972, Monachium   | Donaldo Arza           | Lekkoatletyka        |
| 8   | 1976, Montreal    | b.d.                   |                      |
| 9   | 1984, Los Angeles | José Díaz              | Podnoszenie ciężarów |
| 10  | 1988, Seul        | b.d.                   |                      |
| 11  | 1992, Barcelona   | b.d.                   |                      |
| 12  | 1996, Atlanta     | Eileen Marie Coparropa | pływanie             |
| 13  | 2000, Sydney      | Eileen Marie Coparropa | pływanie             |
| 14  | 2004, Ateny       | Eileen Marie Coparropa | pływanie             |
| 15  | 2008, Pekin       | Jesika Jiménez         | Szermierka           |
| 16  | 2012, Londyn      | Irving Saladino        | Lekkoatletyka        |
| 17  | 2016, Rio         | Alonso Edward          | Lekkoatletyka        |